# Lernu!
lernu! (en español: '¡aprende!') es un portal de internet multilingüe y gratuito para el conocimiento y aprendizaje de la lengua internacional Esperanto.
En su sitio web es posible informarse sobre el esperanto, estudiar la lengua mediante diversos cursos, efectuar ejercicios gramaticales supervisados, realizar exámenes, acceder a juegos lingüísticos, leer y escuchar relatos, usar varios diccionarios, intercambiar mensajes con otros interesados en aprender, participar en lecciones virtuales y ver cortometrajes en esperanto.

## Historia
La idea de lernu! como medio de aprendizaje nació en el primer seminario de Esperanto@Interreto (E@I) en Estocolmo (Suecia) en abril de 2000, y se concretó en octubre de 2001 en el segundo seminario de E@I.
En julio de 2002, el proyecto recibió el apoyo financiero de Esperantic Studies Foundation y finalmente fue lanzado al público el 21 de diciembre de 2002. Desde entonces es sostenido por E@I y otros apoyadores individuales.

### Ediciones fuera de Internet
Algunas veces lernu! fue editado en CD. Durante los tres últimos años aparecieron diversas versiones con material añadido: música, programas y otros cursos de esperanto que no estaban en el sitio. La versión más nueva presente en internet todavía no ha sido editada en disco.

### El equipo delernu!
Durante más de cuatro años, muchas personas han contribuido enormemente al desarrollo del sitio. Entre los que forman (o han formado) el grupo de trabajo de lernu! están Hokan Lundberg, Sonja Petrovic-Lundberg, Bertilo Wennergren, Jevgenij Gaus, Neringa Zasaité, Aaron Chapman, Clayton Smith (Argilo) y Henning von Rosen.

### Tutores y traductores
Gracias a la voluntaria colaboración de decenas de esperantistas de diversos países, lernu! está disponible en 27 idiomas, lo que posibilita a los estudiantes recibir ayuda en su lengua materna.

### Apoyo de Google
Debido a su naturaleza educativa y no lucrativa, lernu! cuenta con el apoyo de la compañía de Internet Google, que gratuitamente publicita el sitio entre las búsquedas de internet. Además el sitio utiliza otras tecnologías de Google como el servicio de estadísticas, la publicidad contextual, etc.

## Principales características
Además de muchos cursos para diferentes niveles y edades, lernu! tiene también muchos otros servicios y ayudas: diccionarios (cuando los estudiantes encuentran una palabra poco familiar pueden pulsar para ver inmediatamente una traducción en su idioma), supervisión de ejercicios gramaticales (los tutores revisan el curso manualmente y contestan preguntas del idioma), relatos en voz alta con imágenes, presentaciones en esperanto, mensajería instantánea, biblioteca con libros digitales, música y cortometrajes.
Asimismo, en el sitio se puede hallar juegos, foros y noticias sobre los más diversos temas.
Últimamente la página es visitada en promedio más de 75 000 veces mensualmente y la cantidad total de usuarios registrados supera los 35 000  (enlace roto disponible en Internet Archive; véase el historial, la primera versión y la última)., lo que lo convierte en el sitio más popular de enseñanza del Esperanto a través de Internet.